# ناحیه کالوین، میشیگان
ناحیه کالوین (به انگلیسی: Calvin Township) یک منطقهٔ مسکونی در ایالات متحده آمریکا است که در شهرستان کاس، میشیگان واقع شده‌است.
 ناحیه کالوین ۹۲٫۱ کیلومتر مربع مساحت و ۲٬۰۳۷ نفر جمعیت دارد و ۲۵۳ متر بالاتر از سطح دریا واقع شده‌است.